# Gran Premi d'Espanya de Motocròs 125cc 1978
L'edició de 1978 del Gran Premi d'Espanya de Motocròs 125cc fou la 4a d'aquesta prova. Organitzat per la Moto Club Segre, el Gran Premi fou la penúltima prova del Campionat del Món d'aquell any i tingué lloc el cap de setmana del 12 i 13 d'agost al Circuit El Cluet de Montgai (Noguera). Hi participaren 40 pilots de 18 nacionalitats.
Amb el seu cinquè lloc a la segona mànega, Toni Elías (l'únic participant català al Gran Premi) aconseguí en aquesta edició el millor resultat mai obtingut per un català fins aleshores al mundial de motocròs en la cilindrada dels 125 cc.

## Organització

### Col·laboradors
Les principals entitats que col·laboraren en l'organització de la prova varen ser aquestes:
| - Ajuntaments de Balaguer, Montgai i Cubells - Creu Roja d'Agramunt - RACC - Reial Moto Club de Catalunya - Seccions del Moto Club Segre de Solsona, Oliana i Balaguer - Secció de motociclisme del Club Sedis de La Seu d'Urgell - Masaccio Club del Motor d'Almacelles | - Bàscules Terés (Lleida) - Fruites Selvas (Lleida) - Clice - Impremta Romeu (Balaguer) - Premsa i Ràdio de Lleida i Barcelona - SOLO MOTO - Proinco |

### Patrocinadors
Les principals empreses i entitats patrocinadores de la prova varen ser aquestes:
| - Camel - Pirelli - San Miguel - Banc Comercial de Catalunya - Caixa d'Estalvis de Lleida - La Caixa - Coca-Cola | - Taurus - Parador Comte Jaume d'Urgell (Balaguer) - Lubricants Fina - Lubricants ERTOIL - Sopral - Motoplat - Equipomotores Mahle |

## Horaris

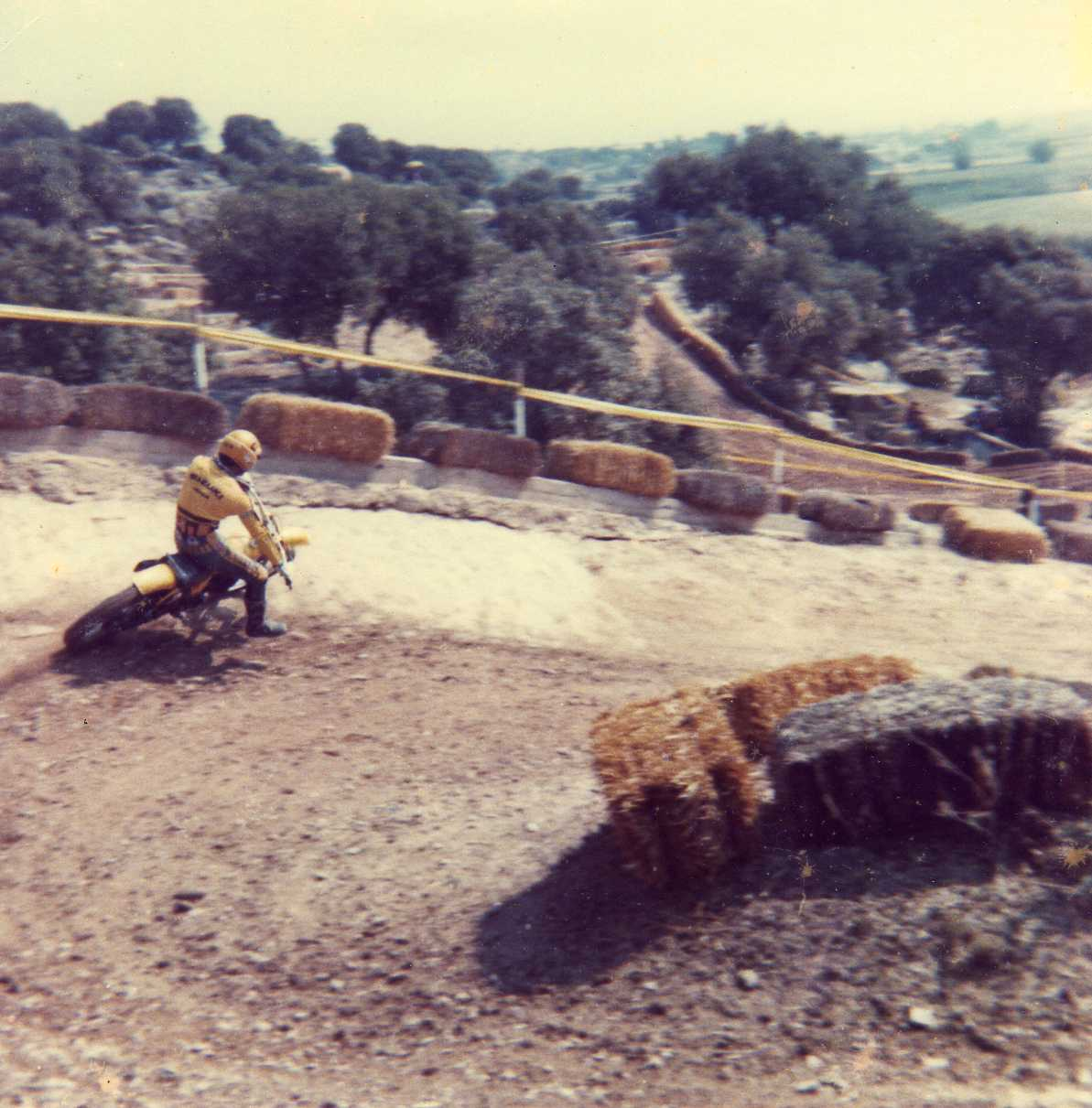
Akira Watanabe amb la Suzuki durant la sessió d'entrenaments de dissabte a la tarda

| Dia      | Hora inici | Hora final | Programa                                                                    |
| -------- | ---------- | ---------- | --------------------------------------------------------------------------- |
| Dissabte | 9:00       | 13:00      | Recepció dels participants a l'Ajuntament de Montgai                        |
| Dissabte | 14:00      | 16:00      | Verificació de llicències al circuit                                        |
| Dissabte | 15:00      | 18:00      | Entrenaments lliures dels pilots internacionals                             |
| Dissabte | 18:00      | 19:00      | Verificació tècnica de motocicletes i indumentària al circuit               |
| Dissabte | 21:00      | -          | Reunió del jurat internacional al Parador Comte Jaume d'Urgell, de Balaguer |
|          |            |            |                                                                             |
| Diumenge | 9:00       | 10:00      | Verificació categories júnior i sènior                                      |
| Diumenge | 10:00      | 11:00      | Entrenaments oficials categories júnior i sènior                            |
| Diumenge | 11:00      | 13:00      | Entrenaments oficials categoria internacional                               |
| Diumenge | 13:30      | 15:30      | Verificacions de pes i soroll motos internacionals                          |
| Diumenge | 15:30      | -          | Segona reunió del jurat internacional                                       |
| Diumenge | 16:00      | 16:25      | Primera mànega pilots júnior i sènior                                       |
| Diumenge | 16:30      | 16:50      | Presentació dels pilots internacionals                                      |
| Diumenge | 17:00      | 17:50      | Primera Mànega GP d'Espanya 125cc                                           |
| Diumenge | 18:00      | 18:25      | Segona mànega pilots júnior i sènior                                        |
| Diumenge | 18:30      | 18:50      | Lliurament trofeus pilots júnior i sènior                                   |
| Diumenge | 19:00      | 19:50      | Segona Mànega GP d'Espanya 125cc                                            |
| Diumenge | 20:00      | -          | Lliurament trofeus pilots internacionals                                    |
| Diumenge | 21:30      | -          | Tercera reunió del jurat internacional a l'Ajuntament de Balaguer           |
| Diumenge | 22:30      | -          | Lliurament de premis als salons de l'Ajuntament de Balaguer                 |

## Entrenaments
| Posició | No. | Pilot          | Motocicleta | Temps   |
| ------- | --- | -------------- | ----------- | ------- |
| 1       | 2   | Akira Watanabe | Suzuki      | 2:06.10 |
| 2       | 3   | Gerard Rond    | Yamaha      | 2:06.37 |
| 3       | 1   | Gaston Rahier  | Suzuki      | 2:07.32 |
| ...     |     |                |             |         |
| ?       | 30  | Toni Elías     | Bultaco     | 2:12.46 |

## Curses

### Primera mànega
| Posició | No. | Pilot            | Motocicleta |
| ------- | --- | ---------------- | ----------- |
| 1       | 2   | Akira Watanabe   | Suzuki      |
| 2       | 3   | Gerard Rond      | Yamaha      |
| 3       | 1   | Gaston Rahier    | Suzuki      |
| 4       | 19  | Göte Liljegren   | KTM         |
| 5       | 6   | Ivan Alborghetti | Aprilia     |
| 6       | 9   | André Massant    | Honda       |
| 7       | 18  | Matti Autio      | KTM         |
| 8       | 16  | Jiri Churavy     | ČZ          |
| 9       | 30  | Toni Elías       | Bultaco     |
| 10      | 11  | Robert Greisch   | Yamaha      |

### Segona mànega
| Posició | No. | Pilot              | Motocicleta |
| ------- | --- | ------------------ | ----------- |
| 1       | 2   | Akira Watanabe     | Suzuki      |
| 2       | 3   | Gerard Rond        | Yamaha      |
| 3       | 18  | Matti Autio        | KTM         |
| 4       | 19  | Göte Liljegren     | KTM         |
| 5       | 30  | Toni Elías         | Bultaco     |
| 6       | 14  | Yuri Khudiakov     | ČZ          |
| 7       | 1   | Gaston Rahier      | Suzuki      |
| 8       | 9   | André Massant      | Honda       |
| 9       | 11  | Robert Greisch     | Yamaha      |
| 10      | 31  | Bernd Betzelbacher | Maico       |

## Classificació final
| Posició | Pilot          | Motocicleta | Punts |
| ------- | -------------- | ----------- | ----- |
| 1       | Akira Watanabe | Suzuki      | 2     |
| 2       | Gerard Rond    | Yamaha      | 4     |
| 3       | Göte Liljegren | KTM         | 8     |
| 4?      | Gaston Rahier  | Suzuki      | 10    |
| 4?      | Matti Autio    | KTM         | 10    |
| 6?      | Toni Elías     | Bultaco     | 14    |
| 6?      | André Massant  | Honda       | 14    |

1. 1 2  L'empat a 10 punts entre Rahier (3+7) i Autio (7+3) s'hagué de resoldre per temps, però no se n'ha trobat documentació.
2. 1 2  L'empat a 14 punts entre Elías (9+5) i Massant (6+8) s'hagué de resoldre per temps, però no se n'ha trobat documentació.